# Mirko Novosel
Pour les articles homonymes, voir Novosel.
Mirko Novosel, né le 30 juin 1938 à Zagreb (royaume de Yougoslavie) et mort le 20 juillet 2023 dans la même ville, est un joueur, un arbitre de basket-ball et un entraîneur yougoslave puis croate.
Il a joué professionnellement de 1952 à 1966.
En tant qu'entraîneur, il a dirigé l'équipe de Yougoslavie de basket-ball qui a remporté la médaille d'argent au Championnat du monde de basket-ball masculin 1974, la médaille d'argent aux Jeux olympiques d'été de 1976 et médaille de bronze aux Jeux olympiques d'été de 1984.
Il a aussi entraîné le Cibona Zagreb, gagnant trois titres de champion de Yougoslavie, sept coupes de Yougoslavie et un titre de Coupe des Champions — future Euroligue de basket-ball — en 1985. La même année, il a été nommé entraîneur européen de l'année.
Il est entré au Basketball Hall of Fame en 2007.